# ناثانيل ارساند
ناثانيل ارساند هو ممثل كندي، ولد في 13 نوفمبر 1971 بإدمونتون في كندا.

## أعمال

### أفلام
- (2000) مجرمون أمريكيون
- (2019) مطاردة باردة

## وصلات خارجية
- ناثانيل ارساند على موقع IMDb (الإنجليزية)
- ناثانيل ارساند على موقع ألو سيني (الفرنسية)
- ناثانيل ارساند على موقع قاعدة بيانات الفيلم (الإنجليزية)